# Campeonato Mundial de Biatlón de 1989
El XXV Campeonato Mundial de Biatlón se celebró en la localidad alpina de Feistritz (Austria) entre el 7 y el 12 de febrero de 1989 bajo la organización de la Unión Internacional de Biatlón (IBU) y la Federación Austríaca de Biatlón.

## Resultados

### Masculino
| Evento                     | Oro                                                                          | Plata                                                                    | Bronce                                                                    |
| -------------------------- | ---------------------------------------------------------------------------- | ------------------------------------------------------------------------ | ------------------------------------------------------------------------- |
| 10 km velocidad (11.02)    | Frank Luck RDA 28:08,7                                                       | Eirik Kvalfoss · Noruega · 28:14,1                                       | Yuri Kashkarov URSS 28:32,7                                               |
| 20 km individual (07.02)   | Eirik Kvalfoss · Noruega · 58:13,0                                           | Gisle Fenne · Noruega · 59:20,8                                          | Fritz Fischer RFA 1:00:48,1                                               |
| 10 km equipo (09.02)       | URSS Yuri Kashkarov Serguei Bulyguin Alexandr Popov Serguei Chepikov 59:36,9 | RFA Franz Wudy Herbert Fritzenwenger Georg Fischer Fritz Fischer 59:44,2 | RDA Andreas Heymann André Sehmisch Raik Dittrich Steffen Hoos 1:01:27,1   |
| Relevos 4 × 7,5 km (12.02) | RDA Frank Luck André Sehmisch Birk Anders Frank-Peter Roetsch                | URSS Yuri Kashkarov Serguei Chepikov Alexandr Popov Serguei Bulyguin     | Noruega · Geir Einang · Sylfest Glimsdal · Gisle Fenne · Eirik Kvalfoss · |

### Femenino
| Evento                     | Oro                                                                                      | Plata                                                                                     | Bronce                                                                 |
| -------------------------- | ---------------------------------------------------------------------------------------- | ----------------------------------------------------------------------------------------- | ---------------------------------------------------------------------- |
| 7,5 km velocidad (11.02)   | Anne Elvebakk · Noruega · 27:12,3                                                        | Tsvetana Krasteva Bulgaria 27:15,4                                                        | Natalia Prikazchikova URSS 27:24,8                                     |
| 15 km individual (07.02)   | Petra Schaaf RFA 1:06:11,2                                                               | Anne Elvebakk · Noruega · 1:06:31,6                                                       | Svetlana Davydova URSS 1:07:25,2                                       |
| 7,5 km equipo (09.02)      | URSS Natalia Prikazchikova Svetlana Davydova Luiza Cherepanova Yelena Golovina 1:05:38,8 | Noruega · Synnøve Thoresen · Elin Kristiansen · Anne Elvebakk · Mona Bollerud · 1:07:48,0 | RFA Inga Kesper Daniela Hörburger Dorina Pieper Petra Schaaf 1:07:54,1 |
| Relevos 3 × 7,5 km (12.02) | URSS Natalia Prikazchikova Svetlana Davydova Yelena Golovina 1:23:15,5                   | Bulgaria Tsvetana Krasteva Mariya Manolova Nadezhda Alexieva 1:25:29,9                    | Checoslovaquia Eva Burešová Renata Novotná Jiřina Adamičková 1:26:07,5 |

## Medallero
| Núm. | País           | Oro | Plata | Bronce | Total |
| ---- | -------------- | --- | ----- | ------ | ----- |
| 1    | URSS           | 3   | 1     | 3      | 7     |
| 2    | Noruega        | 2   | 4     | 1      | 7     |
| 3    | RDA            | 2   | 0     | 1      | 3     |
| 4    | RFA            | 1   | 1     | 2      | 4     |
| 5    | Bulgaria       | 0   | 2     | 0      | 2     |
| 6    | Checoslovaquia | 0   | 0     | 1      | 1     |
|      | TOTAL          | 8   | 8     | 8      | 24    |